# Тумановы
Тумановы (арм. Թումանյան, груз. თუმანიშვილი,  рус. Тума́новы) — старинный армяно-грузинский княжеский род, происходящий из Армении

## История рода
Род Тумановых ведёт своё происхождение от княжеской (нахарарской) династии Мамиконянов, представитель которой, князь Туман, около 1250 года, выехал из Киликийского армянского царства в Грузию. Если Туманян принадлежали армянской апостольской церкви, то Туманишвили (старогруз.: Туманиани) — греческой православной. В Российской империи русифицировались как Тумановы.
В XII—XIII веках род владел княжеством с центром в Дсехе, потомки этой ветви переселились в Грузию, где были признаны царями Грузии в княжеском (тавадском) достоинстве, получив в наследство должность царских секретарей (мдиванбегов).
В наиболее полном в Российской империи источнике по генеалогии русского дворянства «Российской родословной книге» говорится, что фамилия Тумановы армянского происхождения. Представители фамилии служили армянским царям из династии Багратидов. Затем, после падения Армянского царства Тумановы переселились в Грузию, где получили в пользование поместье Хейт-Убани (Хелтубани).

## Символика герба
Поскольку Тумановы много раз бывали царскими секретарями, на гербе обозначены символы их должности: собака — символ верности, футляр для перьев, весы — символ справедливости и рука с пером.

## Известные представители
- Туманян, Ованес Тадевосович (1869—1923) — поэт и писатель, общественный деятель.
- Туманов, Георгий Евсеевич (1839—1901) — генерал от инфантерии, теоретик и практик военно-инженерного дела.
- Туманов, Николай Евсеевич (1844—1917) — инженер-генерал, член Военного совета.
- Туманов, Николай Георгиевич (1848—1938?) — генерал-лейтенант.
- Туманов, Георгий Николаевич (1880—1917) — военный и политический деятель.
- Туманов, Кирилл Львович (1913—1997) — генеалог, историк.
- Туманов, Михаил Биртвелович (1818—1875) — поэт и публицист.
- Туманишвили, Павел Иосифович (1872 — ?) — камер-юнкер Двора Его Величества. издатель детского журнала на грузинском языке «Накадули».
- Туманов, Георгий Михайлович (1854 или 1853—1920)— русский и грузинский публицист, издатель и общественный деятель.